# Liste der Kulturdenkmäler in Quirnbach/Pfalz
In der Liste der Kulturdenkmäler in Quirnbach/Pfalz sind alle Kulturdenkmäler der rheinland-pfälzischen Ortsgemeinde Quirnbach/Pfalz einschließlich des Ortsteils Liebsthal aufgeführt. Grundlage ist die Denkmalliste des Landes Rheinland-Pfalz (Stand: 6. September 2022).

## Einzeldenkmäler
| Bezeichnung                 | Lage                              | Baujahr | Beschreibung | Bild |
| --------------------------- | --------------------------------- | ------- | --- | ---- |
| Wohn- und Geschäftshaus     | Quirnbach, Hauptstraße 18 Lage    | 1856    | sandsteingegliederter Walmdachbau auf Quadersockel, 1856                                                                     | BW   |
| Schulhaus                   | Quirnbach, Marktstraße 2 Lage     | 1837/38 | ehemalige Schule; Walmdachbau auf hohem Bruchsteinsockel, 1837/38, Architekt wohl Johann Schmeisser, Kusel; ortsbildprägend  | BW   |
| Protestantische Pfarrkirche | Quirnbach, Marktstraße 4 Lage     | 1777/78 | Saalbau mit Dachreiter, 1777/78, Architekt Philipp Heinrich Hellermann, Zweibrücken; mit Ausstattung, Walcker-Orgel von 1872 | BW   |
| Protestantisches Pfarrhaus  | Quirnbach, Schulstraße 6 Lage     | 1849    | aufgesockelter Putzbau, 1849, eineinhalbgeschossige Stallscheune                                                             | BW   |
| Hofanlage                   | Liebsthal, Siedlungsstraße 3 Lage | 1850    | Hakenhof; Einfirstanlage, 1850, Fachwerk-Remise                                                                              | BW   |